# 鱼子兰
鱼子兰（学名：Chloranthus elatior）是金粟兰科金粟兰属的植物。分布在菲律宾、马来西亚、印度、印度尼西亚以及中国大陆的四川、云南、广西、贵州等地，生长于海拔650米至2,000米的地区，常生于山谷林下以及溪边潮湿发，目前尚未由人工引种栽培。

## 别名
石风节、节节茶、九节风（云南）

## 异名
- Chloranthus erectus Sweet